# Catephia serapis
Catephia serapis là một loài bướm đêm trong họ Erebidae.